# Neomorpha nova
Neomorpha nova är en insektsart som först beskrevs av Rehn, J.A.G. 1917.  Neomorpha nova ingår i släktet Neomorpha och familjen syrsor. Inga underarter finns listade i Catalogue of Life.